# Gaucher I de Châtillon
Gaucher I de Châtillon (Marne, Champanhe, França c. 1050 — Palestina, 1096) foi um nobre francês, Cruzado na Terra Santa onde morreu. Foi Senhor de Chatillon-sur-Marne.

## Relações familiares
Foi filho de Guido I, senhor de Châtillon (1020 - 1076), Senhor de Chatillon-sur-Marne e de Ermengarda de Choisy.
Casou com uma senhora cujo nome a história não regista de quem teve:
1. Henrique I de Châtillon (c. 1080 - 1130), Senhor de Châtillon foi casado com Ermengarda de Montjay (c. 1090 -?), filha de Alberico de Montjay (? - 1147), senhor feudal do Castelo Montjay-la-Tour.